# Alpha Female
Marie Kristin Gabert (Berlino, 4 giugno 1982) è una wrestler tedesca.

## Carriera

### Inizi
Gabert ha iniziato la formazione nel 2001 sotto l'ala di Joe E. Legenda e Murat Bosforo, così come altri allenatori della federazione tedesca GWF. Il suo primo incontro si è svolto il 7 aprile, dove ha affrontato Wesna e Blue Nikita in un triple threat match con il ring name Jazzy Bi per l' NWA Germany European Women's Championship, ma l'incontro è stato vinto dalla campionessa Wesna. Gabert continua a competere in GWF. Il 20 aprile 2002, con Ahmed Chaer e Chris Raaber in un six-person tag team ladder match, affronta Wesna, Carlos Gallero e Fake Dog, dove hanno perso. Due mesi dopo, il 22 giugno, collabora con Blue Nikita in un tag team match contro Wesna e Missy Blond, dove perde ancora. Continua a lottare contro Nikita e Wesna in Germania in promozioni come nella Professional Wrestling Alliance (PWA) e nella European Wrestling Association (EWA) 2003-2006.
L'11 dicembre 2006 Gabert debutta nella federazione Queens of Chaos, che si trova a Parigi, in Francia, dove compete nel torneo di una notte per determinare la contendente numero uno al Queen of Chaos Championship. Ha sconfitto Pandora al primo turno, solo per perdere in finale contro April Hunter in una four-corners elimination match. Bi ritorna nella federazione un mese più tardi, il 21 gennaio 2007 senza successo, sfidando Hunter per il Queen of Chaos Championship in un iron man match. Due mesi dopo, il 18 marzo, Bi perde ancora una volta contro Hunter in un match per il titolo. Il 1º luglio nella Fighting Spirit Federation, Bi sfida Minx per il Queens of Chaos European Championship, ma perde. Il 15 settembre, sconfigge Allison Danger e Jetta, e diventa il contendente numero uno per il Queen of Chaos Championship, e sconfigge Wild Xenia più tardi in un single match.
Dal 15 marzo al 19 marzo 2008, Gabert ha preso parte al tour American Wrestling Rampage in Irlanda affrontando Jenny Sjodin e Laura Wellings. Tornò alla promotion per un tour in Francia, da aprile a novembre, affrontando Lisa Fury. Dopo una pausa, tornò l'anno dopo, nel novembre del 2009, sconfiggendo Portia Perez tre volte. Nel gennaio del 2014, è stato annunciato che Gabert farà il suo debutto per la promotion Women Superstars Uncensored (WSU) con il suo ring name Alpha Female, dove affronterà Jessicka Havok il 9 febbraio al WSU's Mutiny.

### Pro-Wrestling: EVE (2010-2013)
L'8 maggio 2010, Gabert fa il suo debutto per la federazione femminile di wrestling Pro-Wrestling: EVE, con il ring name Alpha Female, sconfiggendo Becky James e Janey B in due single match. Cinque mesi più tardi, il 16 ottobre, Female, sconfigge Destiny e Janey B in due single match. L'8 aprile 2011, Alpha ha partecipato a un torneo per incoronare la prima Pro-Wrestling: EVE Champion della federazione, sconfiggendo Carmelo Giacobbe, Em Jay e Kay Lee Ray al primo turno e Shanna ai quarti di finale, solo per perdere in semifinale contro Nikki Storm. Il giorno successivo, il 9 aprile, Female in coppia con Janey B, sconfigge The Glamour Gym (Carmelo Giacobbe e Sara Marie Taylor). L'8 ottobre, Female sconfigge Hikaru Shida in un single match, e il giorno successivo sconfigge Rhia O'Reilly e Viper in un triple threat e Sara Marie Taylor in un single match. Il 18 febbraio 2012, Donna ha affrontato Jenny Sjödin per il Pro-Wrestling: EVE Championship, ma il match finì in un doppio count-out. Due mesi dopo, il 1º aprile, Alpha ha sconfitto Sjödin, e vince il Pro-Wrestling: EVE Championship per la prima volta. La sua prima difesa del titolo ha avuto luogo il 14 luglio, dove ha sconfitto Ayesha Ray in un no disqualification match. L'11 novembre, Female perde il titolo di Nikki Storm, che termina il suo regno a 223 giorni. Successivamente continua a fare apparizioni sporadiche nelle promotion e sfida wrestler del calibro di Carmelo Giacobbe, Kay Lee Ray, Sara Marie Taylor e Shanna, con l'ultima apparizione il 25 maggio 2013 dove ha perso a Lee Ray.

### Giappone (2012-2014)
Gabert fa il suo debutto in Giappone il 7 aprile 2012 ad un evento della World Wonder Ring Stardom. Il 17 marzo 2013, ha sconfitto Nanae Takahashi per il World of Stardom Championship. Ha continuato a lottare per la promozione in diversi match singoli e di coppia, prima di perdere il titolo contro Io Shirai il 29 aprile. Alpha tornò alla promotion, quattro mesi dopo, il 17 agosto, affrontando Hiroyo Matsumoto in un match che si è conclusa con un pareggio. Nel mese di settembre gareggia nel torneo Stardom 5STAR Grand Prix, sconfiggendo Kairi Hojo, Io Shirai e Dark Angel, prima di perdere contro Takahashi in finale. Due mesi dopo, il 4 novembre, Female fa coppia con Kyoko Keiko e The Female Predator "Amazon ", dove sconfigge Kairi Hojo, Kaori Yoneyama e Yuhi per vincere l'Artist of Stardom Championship, ma perdono i titoli contro Hiroyo Matsumoto, Mayu Iwatani e Miho Wakizawa il 29 dicembre, terminando il loro regno a 55 giorni. Female ha anche gareggiato nel Goddesses of Stardom tag team tournament, in coppia con Amazon dove sconfiggono tre squadre diverse, ma perdono contro Act Yasukawa e Kyoko Kimura in finale. Il 26 gennaio 2014, Donna fa coppia con Kimura, e sconfigge Miho Wakizawa e Nanae Takahashi per vincere le Goddesses of Stardom Championship.

### Total Nonstop Action Wrestling (2014)
Nel gennaio 2013, Gabert ha ricevuto un provino per la promozione Total Nonstop Action Wrestling (TNA) durante il loro tour annuale in Inghilterra, ma non fu mai firmato un contratto. Debutta ufficialmente in TNA durante il match tra Chris Sabin e Velvet Sky, dove attacca Velvet, rivelandosi la nuova guardia del corpo di Sabin. Il suo primo match la vede vincitrice insieme a Lei'D Tapa in un tag team match contro Madison Rayne e Velvet Sky. Ad IMPACT!, il 6 marzo 2014, Female, Gail Kim e Lei'D Tapa, perde contro il team formato da Velvet Sky, Madison Rayne e ODB. Rifiuta di continuare a lottare per la TNA e ritorna a lavorare in Giappone.

### WWE

#### Mae Young Classic (2017)
Nel giugno 2017, la Gabert è stata annunciata fra le partecipanti della prima edizione del Mae Young Classic sotto il ring name di Jazzy Gabert. Esordisce nel torneo il 13 luglio, dove è stata eliminata al primo turno da Abbey Laith. Successivamente è apparsa in un dark match combattendo in un six-woman tag team match, facendo coppia con Tessa Blanchard e Kay Lee Ray battendo la squadra composta da Santana Garrett, Marti Belle e Sarah Logan. Nel dicembre dello stesso anno, la Gabert ha comunicato che la WWE le ha rescisso il contratto dopo aver verificato che la wrestler ha tre ernie del disco nel collo.
Il 13 marzo 2018, dopo essersi operata con successo, annuncia che proverà a ritornare in WWE. Nel mese di luglio, le viene dato il via libera per ritornare a lottare.

#### NXT UK(2019-2020)
Il 12 gennaio 2019, la Gabert è apparsa insieme a Kay Lee Ray fra il pubblico di NXT UK TakeOver: Blackpool, venendo annunciate come nuovi membri del roster che debutteranno nei prossimi mesi.
Nella puntata di NXT UK del 15 maggio, Jazzy Gabert fa il suo debutto intervenendo durante il match fra Killer Kelly e Xia Brookside, attaccando entrambe ed alleandosi con Jinny, stabilendosi come heel. Nella puntata di NXT UK del 5 giugno, Jazzy e Jinny vengono intervistate nel backstage, dove Jinny afferma la loro supremazia e che ci penserà la Gabert a sbarazzarsi dei problemi. Nella puntata di NXT UK del 12 giugno, la Gabert e Jinny hanno sconfitto Isla Dawn e Xia Brookside. Nella puntata di NXT UK del 19 giugno, la Gabert ha preso parte alla prima Women's UK Battle Royal dove la vincitrice avrebbe ottenuto un match titolato contro Toni Storm per l'NXT UK Women's Championship, ma è stata eliminata da Xia Brookside. Nella puntata di NXT UK del 3 luglio la Gabert, accompagnata da Jinny, ha sconfitto Dani Luna e Mercedes Blaze in un 2-on-1 Handicap match. Nella puntata di NXT UK del 17 luglio, la Gabert accompagna Jinny durante il suo match vinto contro Xia Brookside, grazie ad una sua interferenza. Nella puntata di NXT UK del 24 luglio la Gabert, Jinny e Kay Lee Ray hanno sconfitto Piper Niven, Xia Brookside e la NXT UK Women's Champion Toni Storm. Nella puntata di NXT UK del 7 agosto, la Gabert e Jinny hanno sconfitto Piper Niven e Xia Brookside, dopo che la Niven abbandona il ring a causa di un alterco fisico con Rhea Ripley, lasciando Xia in balia delle rivali. Nella puntata di NXT UK del 18 settembre, Jazzy e Jinny hanno un confronto con Rhea Ripley, dove la Fashionista afferma che la Ripley ormai è il passato e lei sarà la prossima campionessa, per poi mandare la Gabert ad attaccare Rhea, la quale le rifila un calcio e si allontanano. Nella puntata di NXT UK del 3 ottobre, Jazzy e Jinny attaccano brutalmente Piper Niven nel backstage. Nella puntata di NXT UK del 10 ottobre, la Gabert è stata sconfitta da Piper Niven, dopo una distrazione provocata da Rhea Ripley; a fine match, Jazzy e Jinny hanno un confronto con la Niven e la Ripley. Nella puntata di NXT UK del 31 ottobre, la Gabert e Jinny sono state sconfitte da Piper Niven e Rhea Ripley. Nella puntata di NXT UK del 21 novembre, Jazzy è con Jinny che viene intervistata nel backstage, dichiarando che Piper Niven non l'ha mai battuta, per questo la affronta in un match. Nella puntata di NXT UK del 28 novembre, Jazzy accompagna Jinny nel suo match perso contro Piper Niven, nonostante le sue intromissioni. Nella puntata di NXT UK del 19 dicembre, Jazzy accompagna Jinny nel suo incontro vinto contro Amale; a fine match, Jinny invita la Gabert ad attaccare Amale, ma Jazzy si rifiuta alla terza volta, lasciando il ring. Il 19 gennaio 2020, la Gabert afferma sui social media di aver lasciato la compagnia, a seguito del termine del suo contratto.

## Personaggio

### Mosse finali
- The Omega Plex (Bridging leg hook belly to back suplex)
- The Omega Slam (Powerslam)
- The Sidewinder (Tilt-a-whirl side slam)

## Titoli e riconoscimenti
Deutsche Wrestling Allianz 
- DWA Women's Championship (1)

 Eventos de Wrestling Europeo 
- EWE Women's Championship (1) - attuale

 Pro-Wrestling: EVE 
- Pro-Wrestling: EVE Championship (1)

Turkish Power Wrestling 
- TPW Women's Championship (1)

World Wonder Ring Stardom 
- Artist of Stardom Championship (1 - con The Female Predator "Amazon " e Kyoko Keiko)
- Goddesses of Stardom Championship (1 - con Kyoko Kimura)
- World of Stardom Championship (1)